# ستيفن أوبنهايمر
ستيفن أوبنهايمر (بالإنجليزية: Stephen Oppenheimer)‏ هو عالم آثار وعالم وراثة وطبيب بريطاني، ولد في 1947.

## وصلات خارجية
- ستيفن أوبنهايمر على موقع IMDb (الإنجليزية)